# Saint-Juire-Champgillon
Saint-Juire-Champgillon è un comune francese di 438 abitanti situato nel dipartimento della Vandea nella regione dei Paesi della Loira.

## Società

### Evoluzione demografica
Abitanti censiti